# Xysticus bicolor
Xysticus bicolor là một loài nhện trong họ Thomisidae.
Loài này thuộc chi Xysticus. Xysticus bicolor được Ludwig Carl Christian Koch miêu tả năm 1867.